# Barranc de la Font d'Artic
El barranc de la Font d'Artic és un barranc afluent de la Noguera Pallaresa. Discorre íntegrament pel terme de Conca de Dalt, al Pallars Jussà, en el territori de l'antic municipi de Claverol. Neix a llevant del poble de Claverol (Conca de Dalt), al nord del Tossal de Sant Martí i a llevant del Roc de Llenasca. Des d'aquell lloc davalla cap al sud-oest, per anar a abocar-se en el barranc de Claverol ja a prop del pantà de Sant Antoni, al sud-est de la capella de la Mare de Déu del Socors.